# Marius Olsen (Politiker, 1880)
Kristian Karl Marius Olsen (* 19. November 1880 in Sarfannguit; † 9. Juli 1948 in Ikerasaarsuk (Sisimiut)) war ein grönländischer Landesrat.

## Leben
Marius Olsen war der Sohn des Schmieds Holger Hans Peder Ezechiel Olsen und seiner Frau Eunike Maren Eleonora Kleist. Sein Bruder war der Udstedsverwalter und Landesrat David Olsen (1870–1944). Am 29. Juni 1902 heiratete er in Sisimiut Juliane Grethe Kloe Lennert (1881–?), Tochter des Zimmermanns Ole Jørgen Barnabas Andreas Jakob Lennert und seiner Frau Bolette Ester Pauline Benedikta Absalonsen. Er war ein bedeutender Jäger in Sarfannguit, wo er im Gemeinderat saß, und 1920 und 1922 vertrat er den 1921 verstorbenen Seth Olsen im südgrönländischen Landesrat. 1928 zog er an den 1920 verlassenen Wohnplatz Ikerasaarsuk und lebte dort von der Fuchs- und Rentierjagd. Er siedelte Straftäter in Ikerasaarsuk an und resozialisierte sie. Er starb 1948 im Alter von 67 Jahren, woraufhin sein Sohn Karl Oberhaupt des Wohnplatzes wurde, aber auch er starb kurz darauf, woraufhin Ikerasaarsuk 1955 wieder aufgegeben wurde.